# Гонолек жовтоголовий

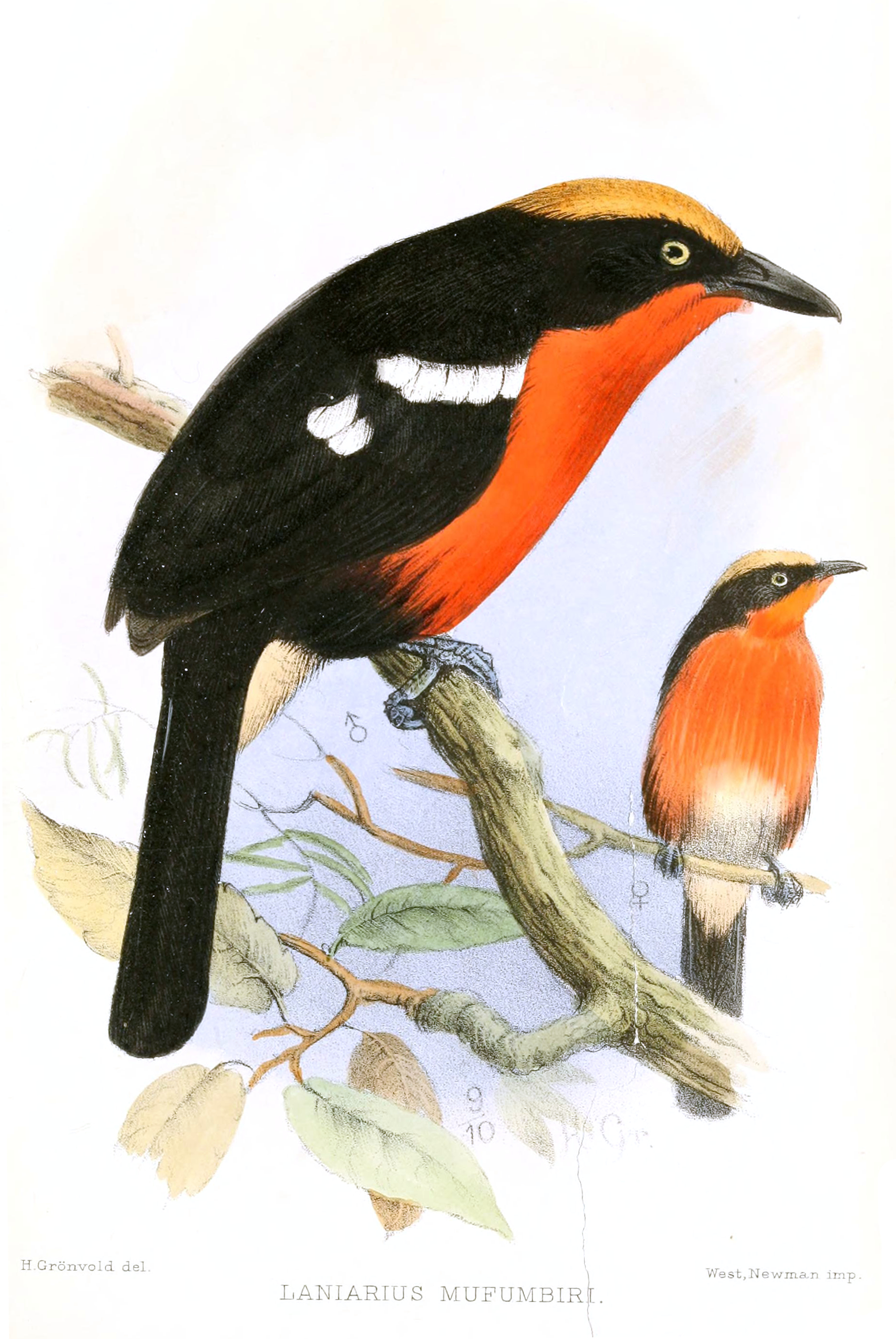
Жовтоголові гонолеки

Гонолек жовтоголовий (Laniarius mufumbiri) — вид горобцеподібних птахів родини гладіаторових (Malaconotidae). Мешкає в Східній Африці.

## Опис
Довжина птаха становить 18 см. Виду не притаманний статевий диморфізм. Тім'я жовте, голова, верхня частина тіла, крила і хвіст чорні, на крилах білі смуги. Груди і верхня частина живота червоні, нижня частина живота біла.

## Поширення і екологія
Жовтоголові гонолеки мешкають в Уганді, Руанді, Бурунді, на крайньому сході Демократичної Республіки Конго, на заході Кенії і на крайньому північному заході Танзанії. Це вид птахів вимогливий до вибору місця проживання: живе лише на болотах, порослих папірусом Cyperus papyrus на висоті до 1600 м над рівнем моря. Харчується комахами, доповнює свій раціон равликами, фруктами та насінням.

## Збереження
МСОП вважає стан збереження цього виду близьким до загрозливого. Незважаючи на велику популяцію довтоголових гонолеків (близько 2 мільйонів особин за оцінкою дослідників), це вид дуже вразливий до антропогенного впливу і знищення природного середовища і потребує охоронних заходів.